# Porcairòla
L'illa de Porcairòla (en francès, Porquerolles) és una illa part de l'arxipèlag de les illes d'Or de Ieras, al Var, a la Provença, al sud-est de França. La seva població és de 257 habitants (2012) i ocupa 1.254 hectàrees (12,54 quilòmetres quadrats i 4,84 milles quadrades).
Porcairòla és la major i més occidental de les tres illes ierenques. Té uns 7 km (4,3 milles) de llarg per 3 km (1,9 milles) d'ample, amb cinc petits sistemes dels turons. La costa sud està plena de penya-segats, i a la costa nord es troben el port i les platges de Nòstra Dòna, de la Cortada i d'Argent.